# Parici
Parici su bili zavisni obrađivači tuđe zemlje u Bizantskom carstvu. Ova kategorija nastala je razaranjem malih slobodnih seljačkih zemljoposjeda tijekom 11. i 12. stoljeća, i u nju ulaze nekoć slobodni seljaci, koloni, općinari i stratioti. 
Njih sve ujedinjuje dažbinska podložnost državi ili privatnom zemljoposjedniku i privezanost za zemlju što je obrađuju. Ali njihovo različito polazište u procesu kojim su se kretali na putu k svojem podvrgavanju pod vlast zemljoposjednika i njihov imovni status u trenutku kad su se uključili u sustav vlastelinstava, odnosno njihov imovni položaj u svojstvu državnih seljaka ili parika bio je uzrokom što su u 11. i 12. stoljeću unutar opće društvene kategorije parika postojali u pogledu njihova činjeničnog imovnog stanja različiti tipovi neposrednih obrađivača tuđe zemlje:
- Zeugarati, koji su posjedovali razmjerno prostran zemljoposjed od 100-200 modija i imali jedan par volova nužnih za obradbu svojih posjeda. Oni su državi, odnosno vlasniku zemlje koju su obrađivali plaćali zemljarinu i glavarinu u iznosu od jedne nomizme. Dvostruko imućniji od njih bili su dizeugarati, pa su u skladu s time snosili i dvostruko velike dažbine.
- Boidati, posjednici upola manje parcele od zeugaratske, imali su samo jednoga vola i plaćali samo glavarinu u iznosu 1/2 nomizme.
- Aktimoni, najsiromašniji parici. Nemaju ni zemlje, ni stoke, pa plaćaju glavarinu 1/4 nomizme.
- Eleuteri, bezemljaško i lutalačko stanovništvo koje se svrstavalo prigodom preuzimanja zemljišta na veleposjedničkom imanju, u slučaju kada bi se stalno nastanjivali, u onu kategoriju parika koja je bila u skladu s veličinom njihove čestice i brojem stoke kojom su raspolagali.